# Eusebio Francisco Kino
Eusebio Chini Lucci o Eusebius Franz Kühn,  transliterable igualmente como Kuehn (Segno, Principado-Obispado de Trento, 10 de agosto de 1645 - Santa María Magdalena de Kino, Nueva España, 15 de marzo de 1711), también llamado Padre Kino por transliteración fonética aproximada de su apellido al español, fue un misionero, explorador, cartógrafo, geógrafo y astrónomo jesuita austro-italiano, distinguido entre los indígenas en la Pimería Alta, lo que hoy es el noroeste de México y el suroeste de Estados Unidos por sus métodos de evangelización, fundador de 20 Misiones o visitas Jesuiticas en el Desierto de Sonora y conocido por su capacidad para entablar relaciones entre los indígenas y las instituciones religiosas que representaba.

## Biografía

### Orígenes

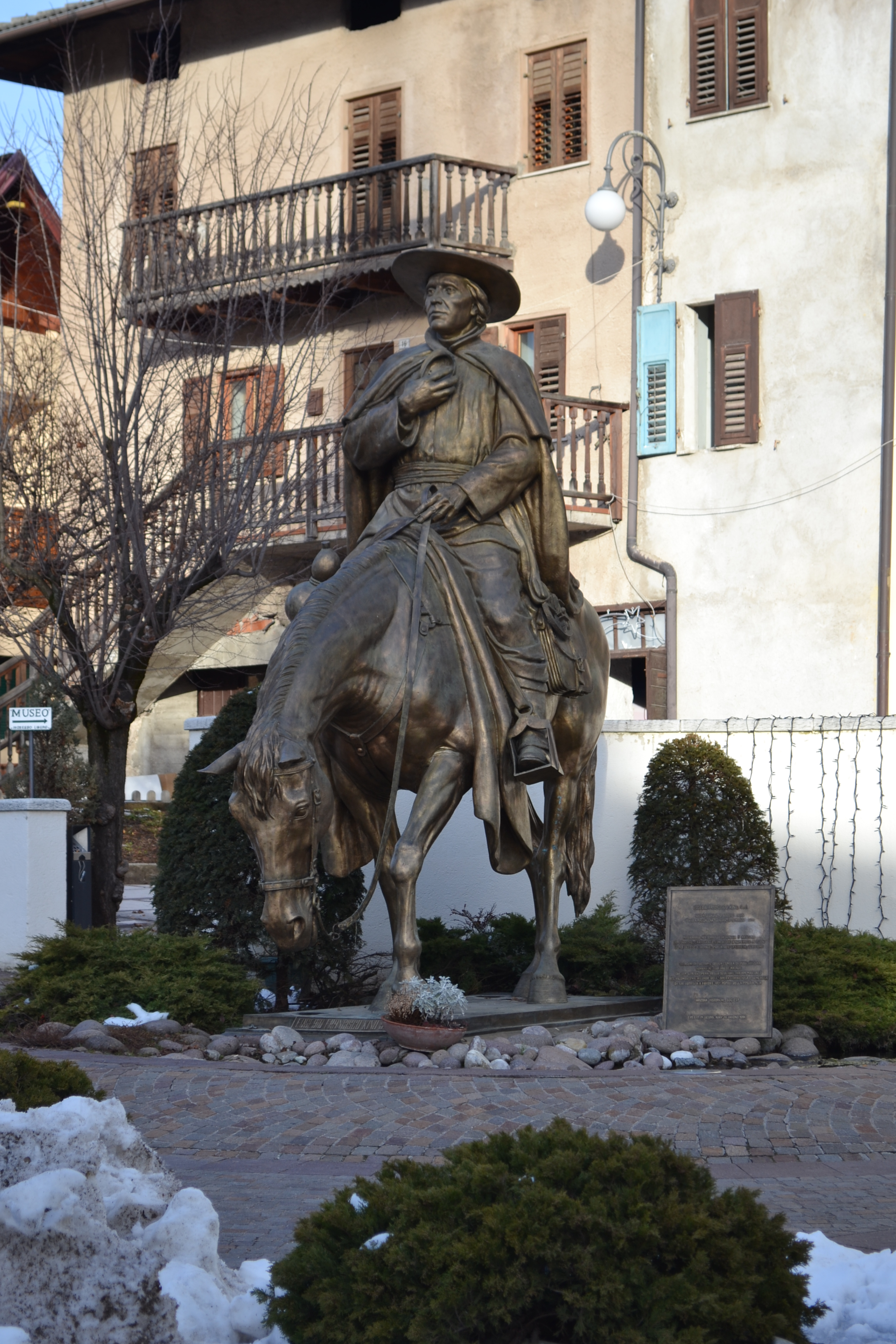
Estatua del padre Kino en Segno, Italia, su lugar de nacimiento.

La epopeya del Padre Kino (Kuehn) comenzó en Segno, actualmente perteneciente al municipio de Predaia, una pequeña población de las montañas del Tirol italiano, no lejos de la histórica ciudad de Trento. Allí nació el 10 de agosto de 1645 en una típica habitación de piedra y madera.

### Estudios
El joven Eusebio Francisco, habiendo mostrado muy pronto dotes de una inteligencia excepcional, fue enviado por sus padres al colegio de los jesuitas en Trento, donde fue iniciado en el conocimiento de las letras y las ciencias. De allí continuó al colegio jesuita de Hall, cerca de Innsbruck, Austria, para seguir cultivando su interés por las ciencias y las matemáticas. A los veinte años de edad, Kino inició el largo camino de la típica formación de los miembros de la Compañía de Jesús.
Al concluir sus estudios teológicos, el duque de Baviera le invitó a desempeñar las cátedras de ciencias y matemáticas en la Universidad de Ingolstadt. Sin embargo, Kino había solicitado años antes ser enviado a China cuando concluyera sus estudios. Tocó en suerte que solo había dos misiones disponibles, una para Filipinas y la otra para México. A fin de decidirse quién iría a Asia y quién a América se efectuó un sorteo, y al Padre Kino le tocó esta última.

### Partida desesperante
A mediados de junio de 1678, con otros dieciocho compañeros se embarcó en el puerto de Génova rumbo a Cádiz. Esperaban abordar la flota que, por verano, salía para el Nuevo Mundo. Niebla, corrientes y vientos al acercarse a Gibraltar indujeron a error al piloto italiano, que solo pudo llegar a la costa cercana a Ceuta. El error les hizo perder un tiempo precioso, pues al acercarse a la bahía de Cádiz el 13 de julio, la flota imperial española acababa de zarpar rumbo a la Nueva España.
El Padre Kino y sus compañeros tuvieron que esperar dos años para poder obtener un nuevo pasaje. Sin embargo, aprovecharon el tiempo en el aprendizaje del idioma español y en otros preparativos.
Por fin, los misioneros jesuitas pudieron obtener lugar en el Nazareno, galeón en el que embarcaron en julio de 1680. La flota levó anclas rumbo a la Nueva España, pero esta vez el buque encalló en el banco de arena del «Gran Diamante», a la salida de la bahía de Cádiz. La embarcación pronto fue batida y destrozada por la furia del viento y de las olas. Completamente desanimado y sin equipaje, Kino esperó otros seis meses en Cádiz, que aprovechó en estudiar el gran cometa de 1680, sobre el cual escribió y publicó luego un famoso opúsculo, hasta que por fin pudo surcar el dilatado Atlántico y llegar a su destino.

### En el virreinato de Nueva España
El 17 de enero de 1683, del puerto de Chacala (Nayarit) Kino partió a las Californias acompañado con el misionero Matías Goñi.
La península de Baja California constituyó el primer territorio misionero de Kino. Aunque la colonización del territorio se había intentado varias veces desde los días memorables de Hernán Cortés, ninguna expedición española a la inasequible península había tenido éxito hasta entonces. Pero esta vez, por fin la expedición —al mando del Almirante Isidro de Atondo y Antillón— desembarcó en 1683 en La Paz. Como ya se había previsto, la península resultó hostil a los colonizadores, quienes se vieron obligados a retornar a Sinaloa, de donde habían partido. Kino se encontraba profundamente disgustado por la exasperada conducta de los soldados hacia los indios, así como por la decisión de los colonos de abandonar la ciudad de La Paz, decisión motivada por el hostigamiento de los nativos.

Durante su estadía escribió una Exposición astronómica, en respuesta al Manifiesto filosófico en contra de los cometas (1681) de Carlos de Sigüenza y Góngora, que intentaba demostrar la falta de relación entre los hechos humanos y los cometas como fenómenos cósmicos. Kino le respondió con una severa exposición del dogma tomista, a la cual Sigüenza dedicó a su vez una nueva y final refutación, en su famosa Libra astronómica (1690), desde los saberes científicos más actualizados, de los que Kino no tenía mayor conocimiento.

### Misiones de Kino en Baja California
En el otoño del mismo año (1683) regresó la expedición a la península californiana. Esta vez erigieron su primera misión, San Bruno, cerca de la actual Loreto. Desde la nueva estación la expedición se abrió paso poco a poco a través de la rocosa sierra de la Giganta. A los cuatro meses de iniciada la exploración el Padre Kino alcanzó finalmente las costas del Mar del Sur (Océano Pacífico). Esta vez se logró la amistad de los nativos: sus lenguajes serían objeto de estudio y se administraba el bautismo a los pequeños y a los moribundos. Tras un año de esfuerzos parecía consolidada la misión en la Baja California.
Pero en San Bruno, una aciaga sequía en 1685 destruyó las cosechas. Con ello, el gran sueño también se agotó. El almirante Isidro de Atondo y Antillón sometió entonces a votación el abandono de aquella real empresa, con órdenes de salvar a bordo de los navíos cuanto se pudiera. Los tibios vientos alejaron las embarcaciones de la inhóspita península, quedando atrás el sueño de Kino de crear un rosario de misiones en la Baja California, sin embargo otros misioneros, años más tarde, serían quienes con la cruz en la mano evangelizarían la península y edificarían el rosario de misiones que Kino había vislumbrado. Sin embargo a Kino se le considera cofundador de la  
- Misión de San Bruno,
- Misión de San José de Comondú y
- San Juan Bautista Londó.

El interés del Padre Kino en la evangelización de la California no fue vano. Sus informes dieron lugar a que el virrey Tomás de la Cerda y Argón conde de Paredes, constituyera, a principios de 1686, una junta que estudiara la colonización de aquella tierra, solo nominalmente española. Dicha junta estaba integrada por el almirante Antillón, el propio Padre Kino y el fiscal de la Real Audiencia. Acordaron solicitar a la Compañía de Jesús que se hiciera cargo del proyecto, ofreciéndosele la suma de treinta mil pesos anuales. Con todo, la Compañía de Jesús rechazó la invitación de manejar bienes temporales, si bien se mostró dispuesta a cooperar en lo espiritual y enviar los sacerdotes que fueran necesarios. Ante la negativa de su Orden, el Padre Kino emprendería el viaje rumbo a la Pimería Alta, donde comenzó otros trabajos de evangelización apostólica.
Kino ya no volvería a la Baja California, aun cuando se dispusiera por tercera vez que formaría parte de la siguiente expedición hacia tal destino, acompañado por el Padre Juan María de Salvatierra, sin embargo ya prestos a zarpar, el otoño de 1697 estallaría una rebelión nativa en el norte de Sonora, lo que impidió a Kino emprender el viaje, pues prefirió permanecer in situ para contribuir a la pacificación. 
La expedición, tras surcar el alongado golfo conocido como Mar de Cortés, desembarcó y fundó la Misión de Nuestra Señora de Loreto en la población hoy homónima. Esta Misión, fundada por el Padre Juan María de Salvatierra, sería llamada «Cabeza y Madre de las Misiones de la Alta y Baja California», y desde allí se iniciaría en firme la colonización de dichas regiones.

### Padre de la Pimería Alta

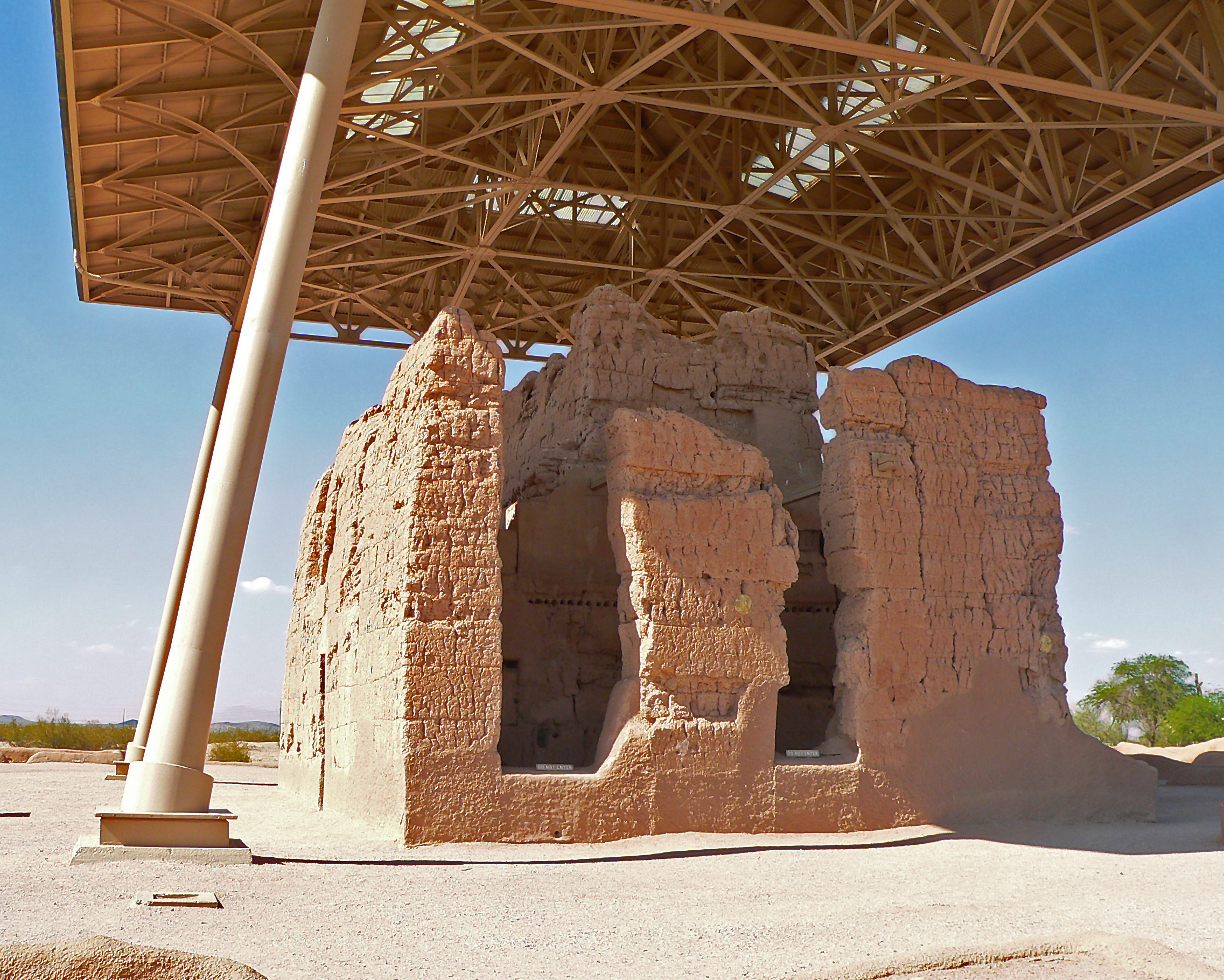
Ruinas de Casa Grande, Arizona, visitadas por el Padre Eusebio Francisco Kino en 1694.

El Padre Kino, entonces un misionero sin misión, sugirió a su jefe provincial que le enviara a trabajar entre las tribus seris de Sonora, así al menos estaría cerca de la península de Baja California. El provincial estuvo de acuerdo y el Padre Kino cabalgó hacia la que sería la misión de su vida.
El padre Manuel González, visitador de las misiones del noroeste, había oído hablar del misionero italiano, reconocía en él un talento privilegiado y pensó que había un lugar que convenía al espíritu de Kino, la Pimería Alta, es decir, la parte norte de Sonora y sus inexplorados desiertos ubicados al noroeste de la Nueva España.
El Padre Kino llegó a Sonora en 1687 y hasta su muerte en 1711 cabalgó fundando misiones por todo el norte del actual estado mexicano de Sonora y sur del actual estado de Arizona, Estados Unidos. Durante su epopeya atravesó el gran desierto de Sonora hasta topar con el río Colorado en la confluencia con el río Gila (Arizona), trató de encontrar una ruta terrestre para viajar hacia la península de Baja California y atender a los nativos de aquella zona. Asimismo, recorrió gran parte de lo que hoy se conoce como el estado de Arizona, evangelizando, explorando y tomando apuntes.
Empezó fundando la Misión de Nuestra Señora de los Dolores, sobre el curso del río San Miguel de Horcasitas e inmediatamente después en su primer viaje la de San Ignacio de Cabórica donde empezó a congregar a los indígenas en las misiones y como tercera, la de San José de Ímuris. La cuarta fue la misión de Nuestra Señora de los Remedios. Continuó en sus viajes a explorar la región entrando en el valle del Río Alisos al norte de Imuris y Río Magdalena, la Iglesia de Santa María de Magdalena, así como la de Nuestra Señora del Pilar, Santiago de Cocóspera. El apoyo del padre Antonio de Rojas fue muy importante para llevar a cabo este trabajo, ya que donó granos y ganado y también facilitó la colaboración de indígenas cristianos para auxiliar a Kino en la labor de catequistas. El trabajo del padre Kino causó controversia entre los españoles hacendados y otros religiosos de la región, puesto que se mostraban escépticos acerca de la posibilidad de civilizar a los Pimas. En 1689, por ejemplo, recibió 4 auxiliares que le ayudarían en la evangelización quedando él como rector de: Pedro Sandoval en Remedios, Juan de Castillejo en San Ignacio, Luis Pinelli en Magdalena y Antonio Arias en Tubutama Oquitoa y el Tupo, pero no duraron mucho.  

## Kino y Salvatierra
Esto causó que el padre Juan María Salvatierra fuera enviado a Sonora desde la Nueva España para observar la situación a donde llegó en diciembre de 1690 a la misión de Dolores. Juntos visitaron las misiones de Remedios, San Ignacio, Ímuris, Magdalena, y Tubutama, luego al Sáric, Tucubavia, Tumacácori y Cocóspera, donde se separaron. El reporte resultó favorable al padre Kino, y se alió con Salvatierra con el fin de colonizar California, quien partió a la Nueva España para promover la idea, mientras que Kino se comprometió a buscar rutas por mar y tierra para llevar a cabo dicha misión. Kino compartió con Salvatierra, su método, le entregó un pequeño diccionario que había hecho de unas de las lenguas del país y le hizo saber  como los padres Saeta y Pícolo tenías la promesa de dedicarse al cultivo de la vid si alguna vez se abría camino. Kino aunque tenía ya el corazón ocupado con los Pimas, tenía también la esperanza de volver a los desamparados indígenas de la California, por lo cual se ofreció por compañero misionero para aquellas tierras.

## Más Misiones
En 1691, fundó el pueblo de Bisanig, al igual que la misión de Guevavi en el río Santa Cruz. En 1692, continuó recorriendo este río hacia el norte, llegó a Batki o Bac, al cual llamó San Javier, estableciendo las misiones San Javier del Bac, con su pueblo de visita, San Cosme del Tucsón, hoy Tucson, Arizona. Continuó 30 leguas al este llegando a Benson y Huachuca
La labor de Kino se dificultaba por la falta de misioneros que pudieran ayudarle; En 1693 llegó el padre Agustín de Campos, quien le ayudaría bastante, convirtiéndose en su amigo. Ese año el 11 de diciembre se pone en camino al Golfo de Cortés a la región de los indios sobas que eran más de 4,000 enemigos mortales de los pimas que habitaban la zona de Magdalena y Dolores. Kino sepulto con su mediación la enemistad entre ambas tribus, auxiliado por Campos, quien lo acompañó en este viaje. Para el año de 1694 el padre Kino inició la exploración de las "tierras incógnitas", donde logró ver, junto con su acompañante el capitán Juan Mateo Mange (quien le llamaría así a dichas tierras), la costa de California desde la cima del monte Nazareno, donde desemboca el río Magdalena. Instaló entonces la Misión en Caborca. Los acompañ´el padre Kappus. 
Entre 1694 y 1695 el padre Eusebio Kino llevó a cabo una exploración de los territorios del Norte del Reyno de la Nueva Vizcaya, acompañado del padre jesuita Antonio de Heredias Pacheco, contaría con la ayuda, como guía, del jefe Concho Phelipe, siendo escoltado por fuerzas presidiales del General Juan Isidro Pardinas Villar de Francos, quedando al mando el Capitán Francisco Ramírez de Salazar, la expedición saldría del Presidio de Sinaloa, de este largo hizo un informe geográfico, los recursos naturales existentes, regiones habitadas por las diversas naciones indígenas, su recorrido lo llevó al Valle de Casas Grandes, a la región de Cuquiárachi, el pueblo de San Matheo, la región de Santo Domingo, la región Moqui del Territorio de Nuevo México, las regiones de Taravilla, Bera de Guaches, Santa María, Dolores,  del río de San José de Terenate,  Becanueche, Tunicache, pasando por el Presidio de Janos, las villas de Llerena, San Diego del Monte, El Cerro de Nacore, por el Presidio de Cuencamé, el Presidio del río Conchos... retornando desde el Presidio del Parral hacia Sinaloa. Este recorrido permitió al padre Eusebio Kino contactar con los indígenas de las naciones de los: janos, jocomes, ópatas, pimas, pimas orientales, sobaipuris, tarahumaras, conchos, apaches y diversos grupos de chichimecos. Su informe serviría para establecer las actividades de control de todos estos pueblos, dado que desde la década de los 1640’s muchos de estos pueblos estaban en franca resistencia a la pretensión española de dominarlos y apoderarse de sus tierras, en este sentido los españoles eran unos claros invasores de los territorios donde vivían más de 200 naciones de indígenas.
Con el fin de cruzar el brazo de mar que le separaba de California, comenzó la construcción de un barco en la misión de Caborca. Ese mismo año viajó a las riveras del río Gila.
En 1694 fue el primer europeo que visitó las ruinas prehispánicas de la Casa Grande de Hohokam, que describió como una estructura de cuatro pisos, construido con fango, con ventanas en tres paredes, que ahora se considera que fueran para observaciones astronómicas. Ahó se encontró con las tribus de opas y cocomaricopas, de lengua distinta a sus pimas y sobas.  
En 1695 las misiones de la Pimería Alta se independizaron de la autoridad del rector de las misiones del río Sonora y río San Miguel. Con esta acción, Kino logró mejorar la administración de este distrito de misiones, el cual se nombró Nuestra Señora de los Dolores. Ese mismo año se registró la primera rebelión de indígenas. El movimiento empezó en Tubutama y se extendió por Caborca. Tuvo como consecuencia el asesinato del jesuita Francisco Javier Saeta y sus dos ayudantes ópatas. En respuesta, el alcalde mayor de Sonora, el capitán Domingo Gironza Petris de Cruzat, reprimió fuertemente a los rebeldes. Hechos de este tipo dificultaban el trabajo del padre Kino, ya que tenía que ganar de nuevo la confianza de los indígenas.
Entre 1697 y 1702 Kino realizó diversas expediciones muchas de ellas acompañado por el capitán Juan Mateo Mange, y en una de ellas por el padre Mark Anton Kappus y en otra el padre Adam Gilg en la región en búsqueda de rutas para llegar a California (lo que hoy conocemos como Baja California). A él se le atribuye haber descubierto que California estaba unida por tierra con el resto del continente, gracias a una expedición realizada en la sierra del Álamo, cercana Caborca. Durante este tiempo, visitó Casa Grande y bajó hasta la desembocadura del "Río Grande" hasta Santa Clara. 
Fundó las misiones de San Marcelo de Xonoydag en 1698, en lo que hoy se conoce como Sonoyta; ese mismo año creó las misiones de San Ambrosio del Búsanic y Tucubavia en el río Altar. Fue en 1702, durante su último viaje al río Colorado, cuando Kino quedó convencido de que había encontrado un camino por tierra para llegar a California; así lo informó a sus superiores, quienes lo pusieron en conocimiento del rey Felipe V.
En la primera mitad de 1704 Eusebio Francisco Kino encabezaría otra expedición, esta hacia la región de la Pimería Alta para verificar los levantamientos de indígenas pimas. En esta acción se produjeron la muerte de dos padres cerca de Cocóspera, atribuidas a apaches, sobre estos Kino informó que tenían una constante  acción de espías apaches en Terrenate. Pero también se constató que parte de los pueblos estaban en vida pacífica, en este sentido destacó que en el pueblo indio de San Ignacio las tropas presidiales fueron recibidas amistosamente, las que pasaron por dos filas de pimas- mujeres de un lado, hombres del otro. Kino rendiría su informe señalando los principales accidentes geográficos, montañas, ríos, arroyos, bosques, animales terrestres, aves, peces de los que se alimentaban los pimas, también logró obtener datos sobre las formas de vida, las costumbres, las ideas y cantidades de hab
itantes de los diversos pueblos visitados, lo que resultó ser un excelente documento de importancia etnográfica e histórica.

### Su apostolado

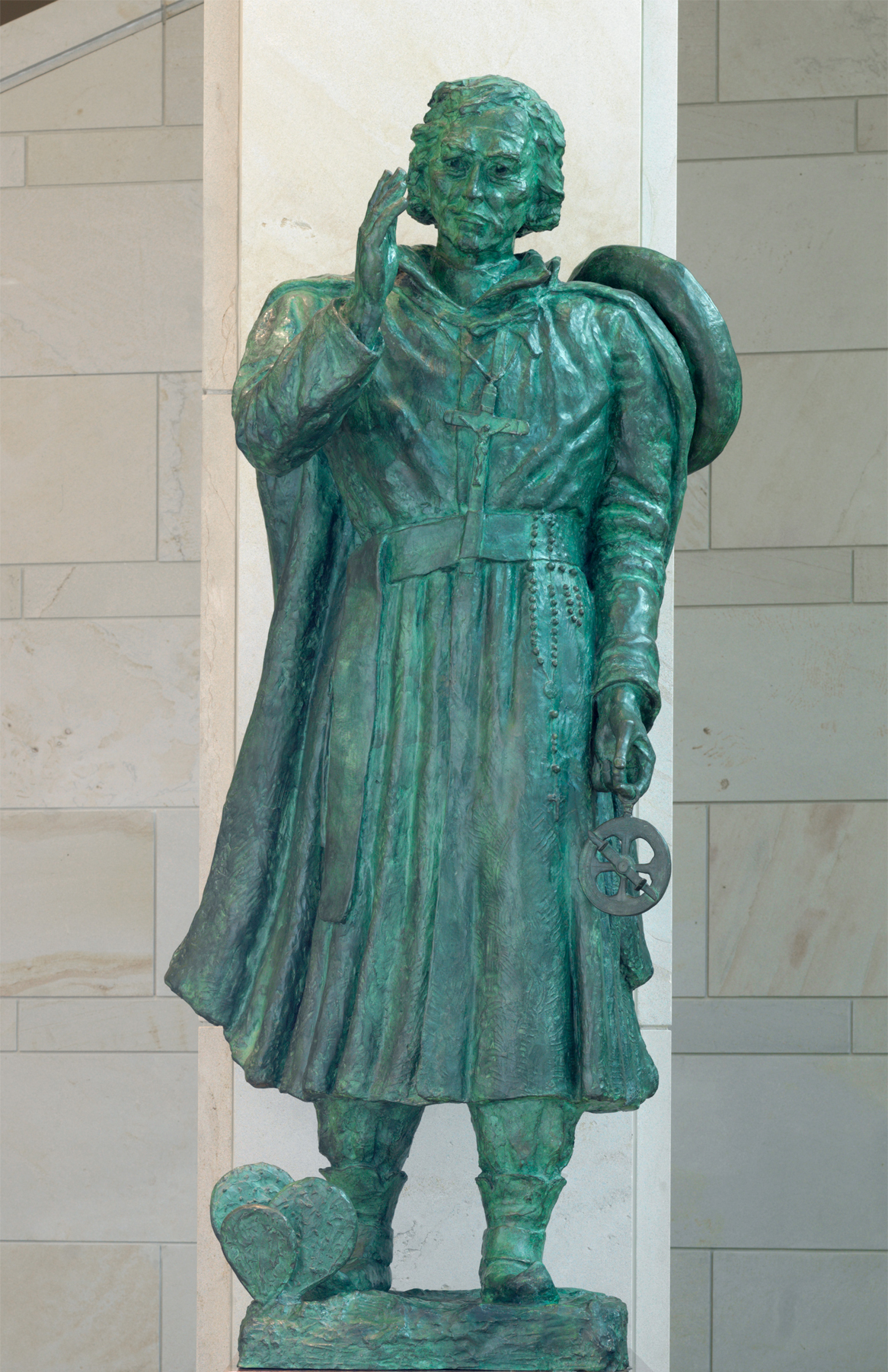
Estatua de Eusebio Francisco Kino en el Capitolio de los Estados Unidos, obra de la escultora Suzanne Silvercruys.

El Padre Kino construyó misiones en Sonora y Arizona, introdujo la ganadería y los métodos de cultivo modernos; exploró una región vastísima, comprobó que la Baja California es una península y no una isla como pensaban algunos en esa época, bautizó a millares de nativos (gentiles), desbarató intrigas, obtuvo privilegios para sus queridos indios, predicó el evangelio, fue un diplomático prudente, realizó observaciones astronómicas (había sido nombrado cosmógrafo real), aprendió las lenguas nativas, enseñó a leer y a escribir a miles de personas; amansó espíritus, tierras y caballos, y también supo hallar tiempo para escribir. 
En su libro "Favores celestiales" narra las aventuras y desventuras de su vida desde 1687 hasta 1706, cinco años antes de su muerte.
En su prolífica vida de misionero el Padre Kino fundó:
- La Misión de San Bruno, Baja California (1683)
- La Misión de Nuestra Señora de los Dolores (1687).
- La Misión de Nuestra Señora de los Remedios de Doágibubig (1695 - 1704).
- La Misión de Nuestra Señora del Pilar y Santiago de Cocóspera
- Santa María Suamca (1693). Visita de Cocóspera.
- La Misión de San Ignacio de Cabórica .

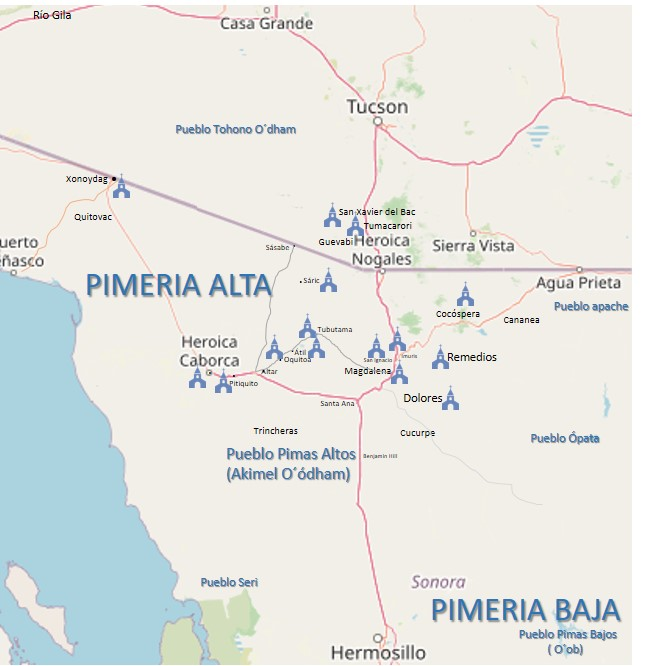
Ubicación e las misiones fundadas por Eusebio Francisco Kino

- San José de Imuris. Actualmente está el templo. Pero no quedan vestigios de lo anterior.
- La misión de Santa María de Magdalena (Sonora, México). Lugar donde descansan sus restos en un mausoleo.
- La Misión de San Pedro y San Pablo de Tubutama .
- La misión de San Antonio Paduano del Oquitoa .
- Santa Gertrudis del Sáric.
- La misión de Santa Teresa de Átil.
- La Misión de La Purísima Concepción de Nuestra Señora de Caborca .
- La Misión de San Diego del Pitiquí. Pitiquito .
- La Misión de San Cayetano de Tumacácori (Arizona, Estados Unidos).
- Misión de Los Santos Ángeles de Guevavi.
- Misión de San José de Tumacácori.
- La Misión de San Xavier del Bac (Arizona, Estados Unidos).
- La misión de San Marcelo de Xonoydag.
- Otras pequeñas misiones llamadas Visitas, que se encuentran a ambos lados de frontera Estados Unidos y México.

Kino estuvo en contacto epistolar con los 3 Padres Generales de los Jesuitas en España que coincidieron durante su gestión en la Pimería Alta. De ello hay un registro de 21 cartas. El Padre general de los Jesuitas Tirso González de Santalla, apoyó a Kino y sus planes. Su amistad personal se remontaba a los tiempos de su estancia de Kino en España en espera de la nave que debía conducirlos a tierras americanas.

### Surgimiento de la leyenda

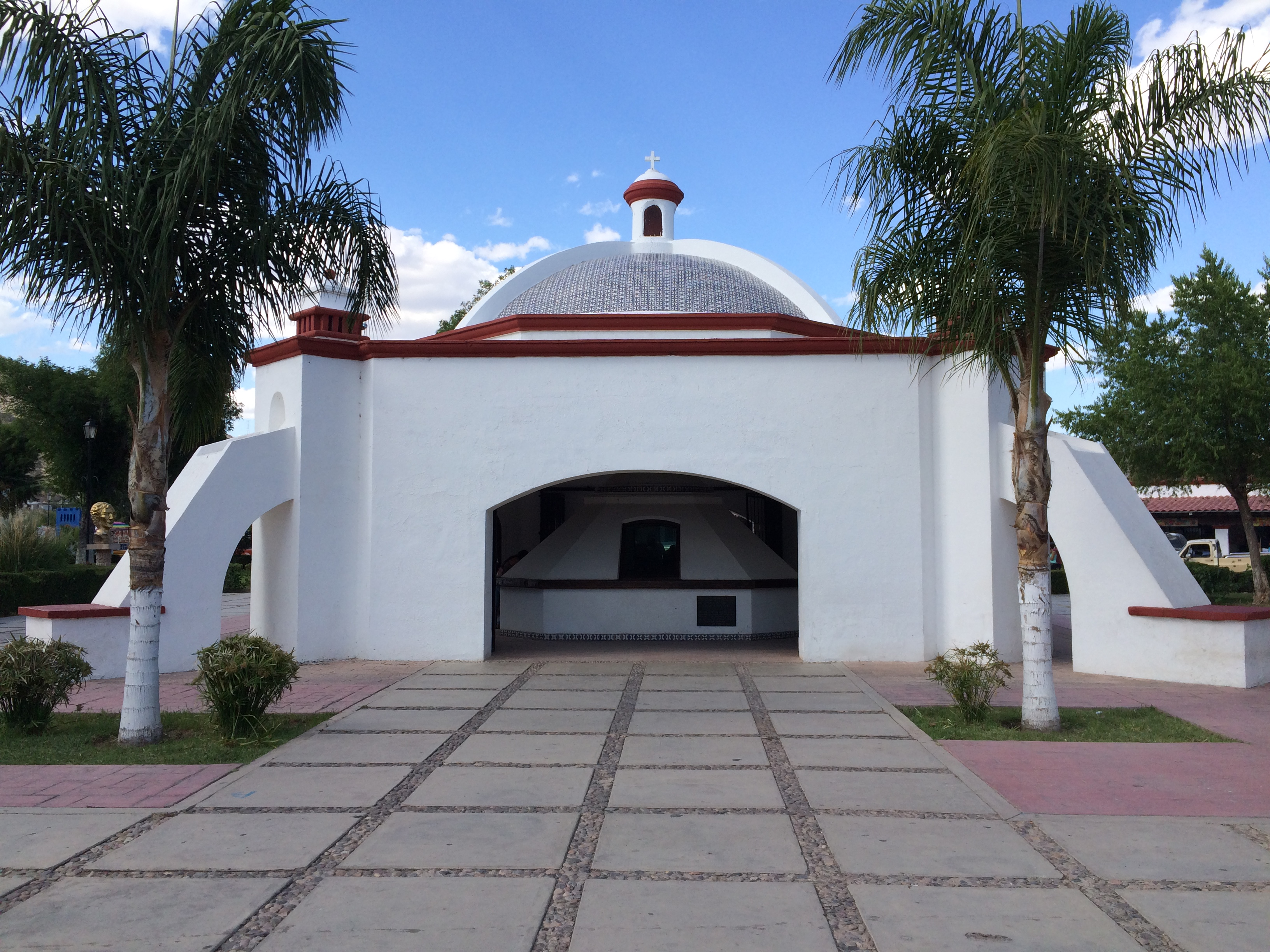
Cripta donde yacen los restos del Padre Kino en Magdalena de Kino.

El Padre Kino había ido al pueblo a la celebración y dedicación de la primera misa y que sería cantada, en la capilla que en honor a San Francisco Javier, había construido su amigo el padre Agustín de Campos. Durante la celebración se sintió enfermo y el Padre Campos lo asistió en sus minutos finales. Expiró casi a la medianoche del 15 de marzo de 1711 en el pueblo de Santa María Magdalena, la actual Magdalena de Kino, Sonora; allí fue sepultado, por el Padre Campos, quien 26 años después y gracias a su ejemplo, consolidó lo iniciado por Kino.  
Durante casi 250 años, se desconocía el lugar exacto de su sepulcro, durante muchos años del siglo pasado sus restos fueron infructuosamente buscados por antropólogos e historiadores mexicanos y estadounidenses. El 19 de mayo de 1966, sus restos fueron encontrados bajo la plaza de armas de Magdalena de Kino, gracias a las investigaciones que mandara hacer el entonces Gobernador de Sonora, Luis Encinas Johnson, y el entonces Alcalde de Magdalena Sonora, Gerardo Nava García. Sus restos fueron encontrados tras larga búsqueda, en las instalaciones de lo que era el palacio municipal ubicado frente a la plaza de la localidad. 
El edificio y la plaza fueron sustituidos por una plaza monumental, que incluye la iglesia, la nueva capilla para San Francisco, unos portales para venta de artesanías, jardines, el mausoleo dedicado a Kino donde hoy fue descansan sus restos, hoy en el mismo lugar en que fue sepultado, bajo el Mausoleo. El lugar es visitado y uno de los factores para ser nombrado como pueblo mágico.
El estado de Sonora ha honrado su memoria de muchas maneras: nombró a la bahía en la cual un lejano día desembarcó el Padre Kino, como Bahía de Kino y a la población en donde falleció como Magdalena de Kino, en tanto que el estado de Arizona en 1961 decidió honrar la memoria del Padre Kino pidiendo al Congreso de los Estados Unidos que aceptara la estatua de Kino como la segunda escultura representativa del estado de Arizona en el National Statuary Hall del Capitolio de los Estados Unidos, lugar en el que cada estado de la Unión Americana puede colocar las estatuas de dos de sus ciudadanos distinguidos (prominent citizens).
La biblioteca de la Provincia Mexicana de la Compañía de Jesús lleva su nombre.

## Respecto al autonombrado "Francisco"
Se dice que, dentro del periodo en que Kino habitó Europa (es decir, antes de viajar para evangelizar América) oró a San Francisco Javier para que le librara de una enfermedad mortal. Después de un tiempo, se curó de la enfermedad y añadió "Francisco" a su nombre, entre su nombre de nacimiento (Eusebio) y sus apellidos.
Además de esto, se evidencia en numerosas obras y trabajos la admiración que Kino sentía por este mismo santo. Así nombra en honor a su tierra natal como Nueva Navarra a una de las provincias integrantes de la Comandancia General de las Provincias Internas.

## Proceso de beatificación

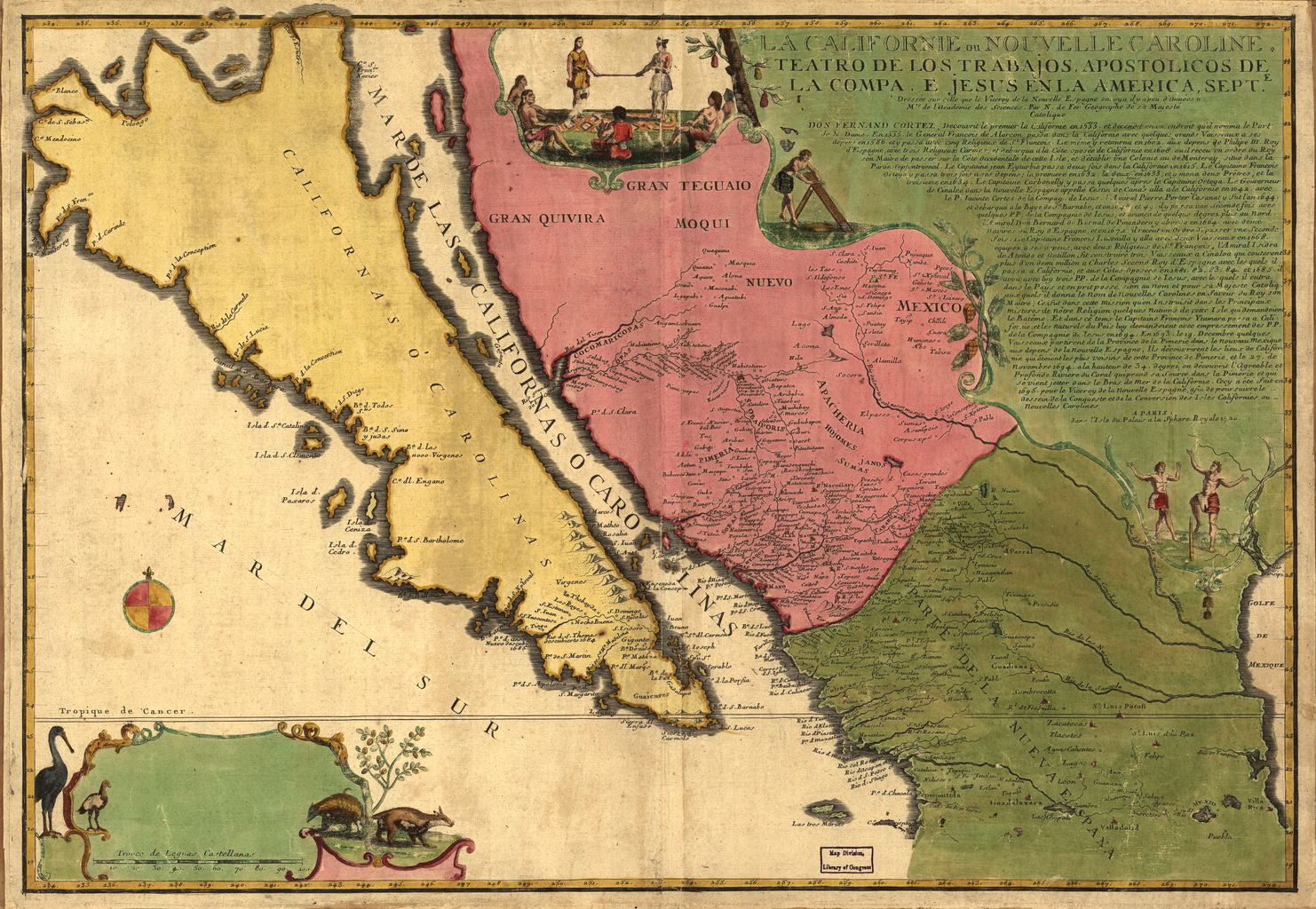
Este mapa, que fue coloreado a mano por el cartógrafo Nicolás de Fer, fue creado originalmente por Kino en 1696. Se llama California o Nueva Carolina: Lugar de las Obras Apostólicas de la Sociedad de Jesús en la América Septentrional.

Su proceso de beatificación ha estado abierto desde mayo de 2006, siendo declarado Siervo de Dios desde ese mismo año.

El papa Francisco el 11 de julio del 2020, aprobó un decreto que reconoce las virtudes en grado heroico de Eusebio Francisco Kino. Con el reconocimiento de sus virtudes heroicas, se convierte en venerable Siervo de Dios e inicia los pasos finales del proceso de canonización.

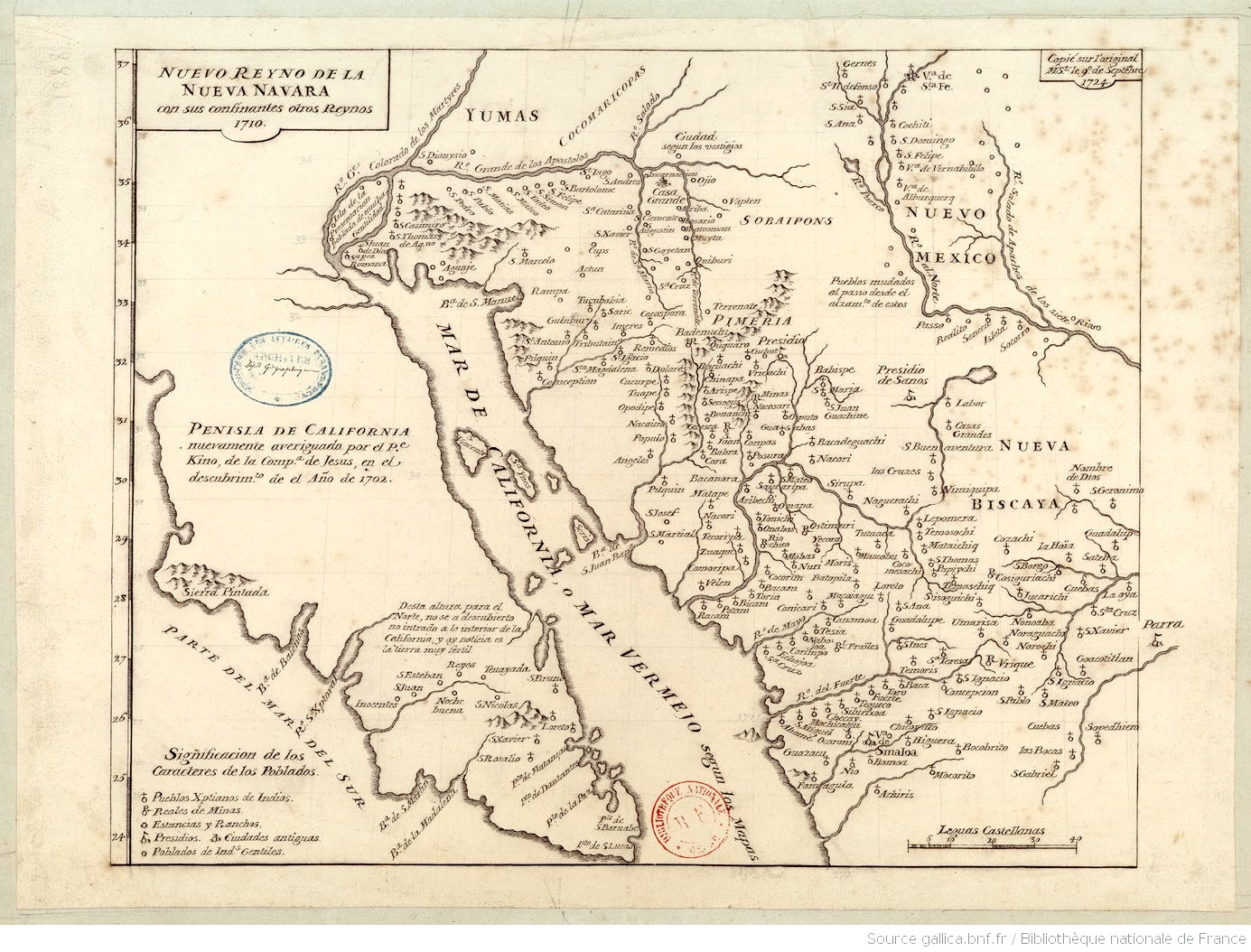
Nuevo reyno de la Nueva Navara con sus confinantes otros reynos (1710) conservado en la Biblioteca Nacional de Francia

## Obras
La publicación de sus obras completas es un proyecto abierto y en marcha que se inició en 1750 cuando Juan Antonio Baltasar, un jesuita suizo que llegó a Nueva España ocho años después de fallecer el P. Kino, ya percibió la relevancia de recopilar la opera omnia (obras completas).

### Cartografía
Sobre la labor cartográfica, Ernest J. Burrus identifica 31 mapas de los 28 corresponden a California y la Pimería Alta. Algunos de ellos serían:
- En 1683 realiza nn mapa de la región meridional de la Baja California que se conserva en el Archivo General de Indias de Sevilla.
- En 1684 elabora tres nuevos mapas con los contornos de Baja California y de la zona septentrional de Nueva España.
- En 1685. Un mapa de California publicado por Scherer en su Atlas. Munich, 1703.
- En 1695-96. Mapa de “toda la isla de California” y gran parte del continente mexicano. Este mapa sirvió para ilustrar su biografía del misionero Francisco Javier Saeta. Dibujó otro mapa similar publicado por Nicolás de Fer en París, entre 1705 y 1720, sin mencionar el nombre del autor.
- En 1696-97 realiza otro mapa usado en la biografía de Saeta sobre las Misiones de Pimería y que fue reproducido en varias ocasiones.
- En 1701 traza un mapa «producto de sus viajes para buscar el paso por tierra a la California.»
- En 1702 confecciona dos mapas cuyos originales se han perdido siendo uno de ellos publicado en Alemania en 1726.
- En 1704 prepara cuatro mapas de la Baja California y la Pimería que permanecen en paradero desconocido.
- En 1705-06 dibuja otro mapa de la Pimería del que tampoco se conoce dónde está.
- En 1706-08. Con motivo del descubrimiento de la Isla de Santa Inés, dibujó un mapa para que se registre el descubrimiento.
- En 1710. Hizo un último mapa para ilustrar los Favores Celestiales en que aparece la península de California, las islas de San Vicente y Santa Inés, la de la Presentación, los ríos Gila y Colorado con sus afluentes, toda la Pimería Alta llamándola Nueva Navarra, y Nuevo México. Se publicó en Francia en 1722 como mapa anónimo. Se copió en 1724 y la copia se conserva en la Biblioteca Nacional de Francia (París), dentro de la Colección D’Anville. Siguieron centenares de ediciones donde se omite el nombre de su autor.

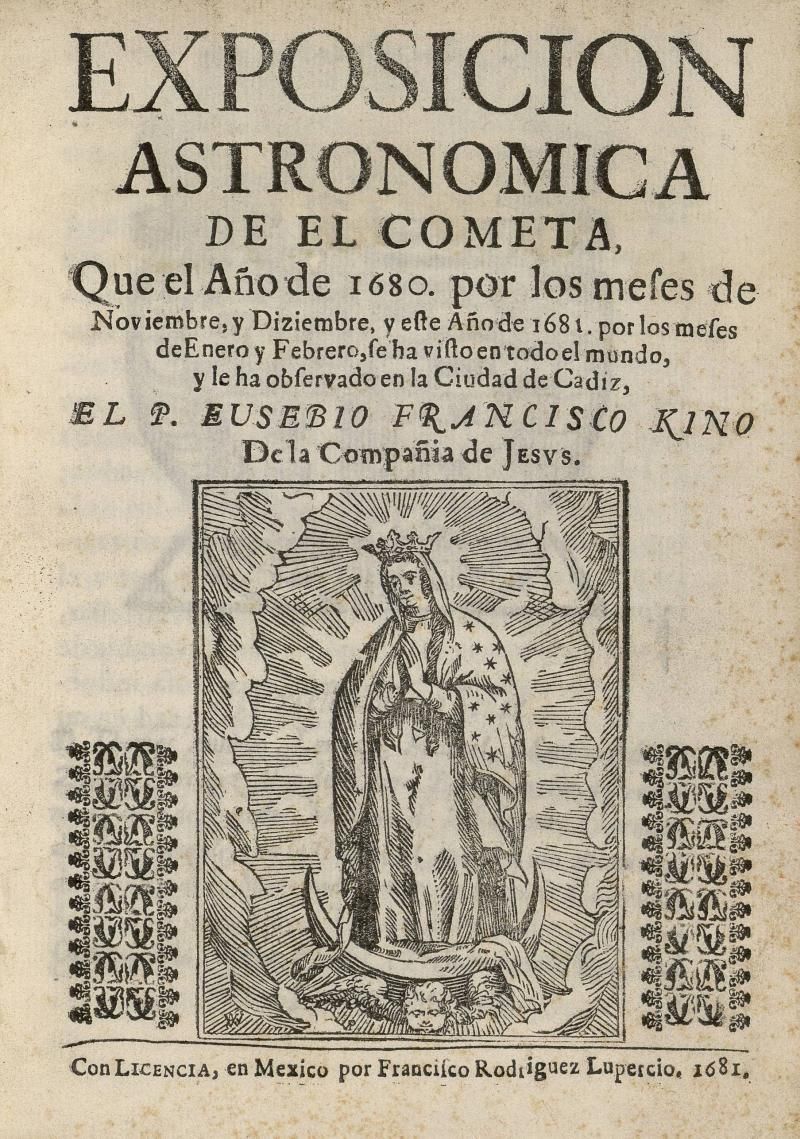
La Exposición astronómica (1681), obra de Kino

## Publicaciones sobre su figura
- Kino Eusebio Francisco. Crónica de la Pimería Alta. Favores Celestiales[12] editada primeramente en 1913-1922 por el Gobierno del Estado de Sonora, en 1958 (2ª ed.) y en 1985 (3ª ed).
- Exposición astronómica de el cometa, que el año de 1680: por los meses de noviembre, y diziembre, y este año de 1681, por los meses de enero y febrero, se ha visto en todo el mundo, y le ha observado en la ciudad de Cádiz, México: Por F. Rodríguez Lupercio, 1681.
- Relación puntual de la entrada que han hecho los españoles Almirante D. Isidro de Atondo, y Antilo[n] en la Grande Isla de la California este año de 1683 à 31 de março sacada de carta de dicho Almirante de 20 y del Padre Eusebio Fra[n]cisco Kino de la Co[m]pañia de Iesus de 22 de abril, sus fechas en el puerto de la Paz. México: Por la viuda de Bernardo Calderón, [1683]
- Del estado de esta Nuevas Tierras de esta dilatada Pimería y de las demás naciones y de la conquista, reducción y remedio espiritual y temporal de esta América Septentrional, 15 de abril de 1699.
- Relación de la segunda entrada de las Californias o carolinas, desde ano de 1685 hazia al Sur, manuscrito.
- Relación brevísima de la entrada grande desde la costa, hasta la contra costa de las Californias o carolinas, que se hizo desde 14 de Dize., de 1684 anos hasta 13 de Henero de 1685, manuscrito.
- Breve relación de la entrada que desde 13 de marzo de 1687: se hizo a la nación y gentilidad de los indios gentiles Pimas y buenos principios de su reducción a nuestra sancta fe Cathólica, Sonora, México, 25 de enero de 1688.
- Passo por tierra a la California: y sus confinantes nuevas naciones y nuevas missiones de la compa. de Iesus en la America Septentrional, 1701.
- Delineatio nova et vera partis australis Novi Mexici : cum australi parte insulae Californiae saeculo priori ab hispanis detectae, [München]: [Typis Mariae Magdalena Rauchin], [1703]
- Tabula Californiae, anno 1702: ex autoptica observatione delineata a R. P. Chino e S. I. [Augsburg]: [P. Martin, und J. Veith], [1726]
- Exempla luce picta. N.ª S.ª de los Dolores, 18 de oct. de 1701 y 2 de febrero de 1702.
- Arte de la lengua névome: que se dice pima, propia de Sonora: con la Doctrina christiana y Confesionario añadidos. San Augustin de la Florida: [s. i.], 1862. Hay edición moderna (New York: AMS Press, 1970)
- Teatro de los trabajos apostólicos de la Compa. de Jesus en la America Septentrional, 1696, manuscrito.
- Doctrina christiana y confesionario en lengua nevome, ó sea la pima, propria de Sonora. San Augustin de la Florida: [s. i.], 1862.
- Cartas y relaciones del padre Eusebio Fco. Kino. México, Vargas Rea, 1953.
- Correspondencia del P. Kino con los generales de la Compañía de Jesús, 1682-1707. México: Editorial Jus, 1961.
- Las misiones de Sonora y Arizona. Comprendiendo: la crónica titulada: "Favores celestiales" y la "Relación diaria de la entrada al norueste", México: Editorial "Cultura", 1913-1922.
- Vida del P. Francisco J. Saeta, S.J. : sanare misionera en Sonora, México: Editorial Jus, 1961; otras ed., Roma, 1971 y México: Instituto Sonorense de Cultura, 2001.
- Kino reports to headquarters: correspondence of Eusebio F. Kino, S.J., from New Spain with Rome, Rome: Institutum Historicum Societatis Jesu, 1954.
- Kino writes to the Duchess: Letters of Eusebio Francisco Kino, S.J., to the Duchess of Aveiro: an annotated English translation, and the text of the non-Spanish documents, Rome: Jesuit Historical Institute / St. Louis: St. Louis University, 1965.
- A Kino keepsake: facsimile of an original Eusebio Francisco Kino field diary, preserved at the University of Arizona Library, describing Southern Arizona in 1699. Tucson: Friends of the University of Arizona Library, 1991.
- Jesuitas en el mar: cuaderno de bitácora de Eusebio Francisco Kino desde Génova a Sevilla 1678. Guadalajara: Centro de Ciencias Sociales y Humanidades de la Universidad de Guadalajara, 2008.
- Aventuras y desventuras del padre Kino en la Pimería. México: Secretaría de Educación Pública / Asociación Nacional de Libreros, 1986.
- Cartas a la procura de misiones por Eusebio Francisco Kino. México: Universidad Iberoamericana, 1987.
- Crónica de la Pimería Alta: favores celestiales. Hermosillo: Gobierno del Estado de Sonora, 1985 y México: Consejo Nacional para la Cultura y las Artes - Instituto Nacional de Antropología e Historia / Buenos Aires: Estudio Roque González de Santa Cruz, 2013.
- Informe del P. Fco. María Piccolo, México: Vargas Rea, 1953.
- Venida del padre Salvatierra a las misiones del Hyaqui. México, Vargas Rea, 1953.
- Los quiquimas de la California. México, Vargas Rea, 1953.
- Cartas y relaciones sobre California. México, Vargas Rea, 1953-
- Adelantamiento de la California. México, Vargas Rea, 1953.
- First from the gulf to the Pacific: the diary of the Kino-Atondo peninsular expedition, December 14, 1684-January 13, 1685. Los Angeles, Dawson's Book Shop, 1969.
- Eusebio Francesco Chini : epistolario 1670-1710. Bologna: EMI, 1998.
- Report and Relation of the New Conversions, 1710. Wisconsin: Historical Society Charles Scribner's Sons, 2003.